# Langd
Langd is een plaats in de Duitse gemeente Hungen, deelstaat Hessen en telt 825 inwoners (2007).

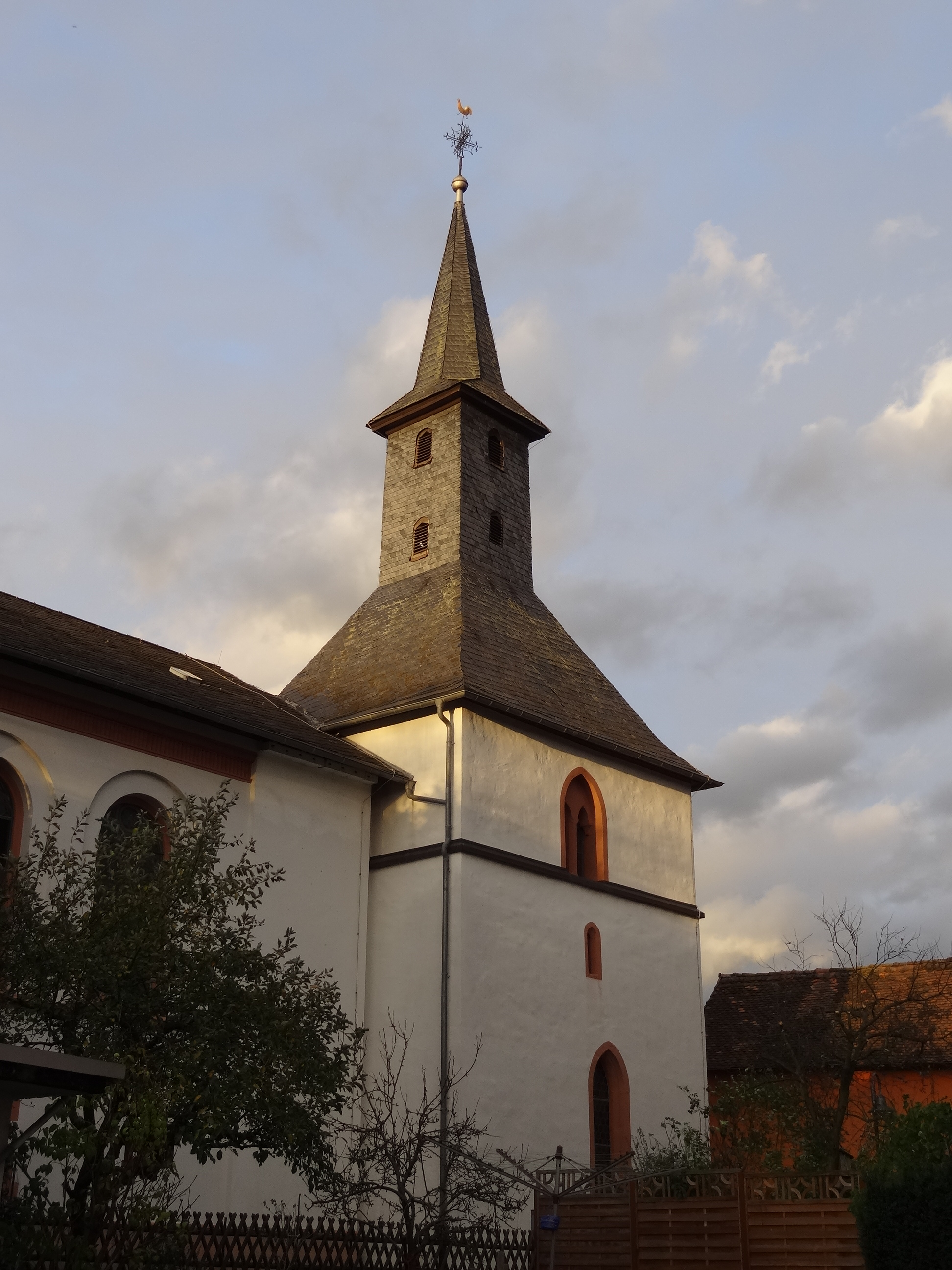
Lutherse parochiekerk van Langd
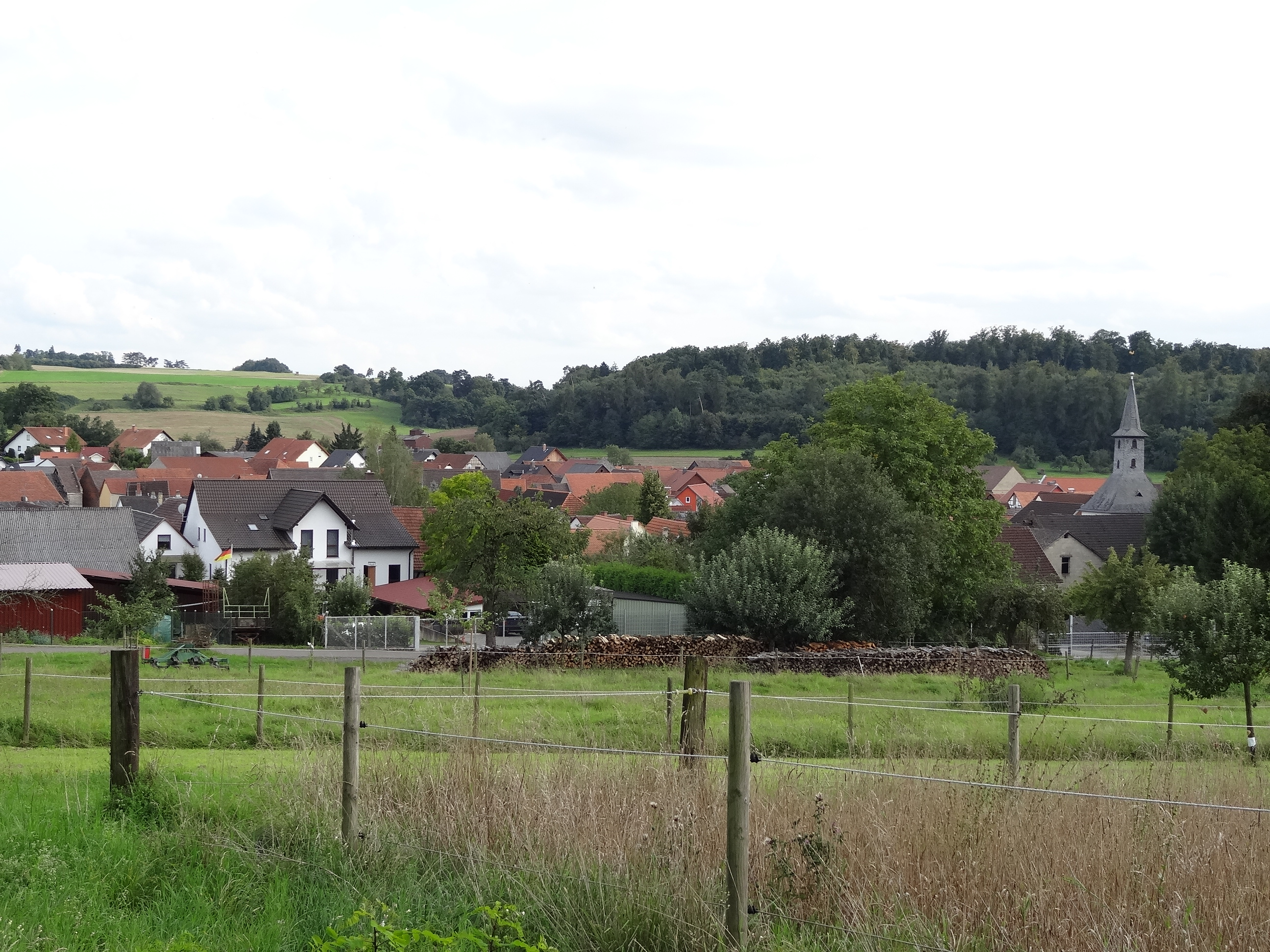
Langd